# Saint Lucias herrlandslag i fotboll
Saint Lucias herrlandslag i fotboll spelade sin första landskamp den 18 juni 1989, då man fick 1-1 borta mot Jamaica i en kvalmatch till CONCACAF Gold Cup.

## Historik
Saint Lucias fotbollsförbund bildades 1979 och är medlem av Fifa och Concacaf, liksom regionala förbundet CFU.
Lagets största merit är seger med 4-1 över Guyana i bronsmatchen i Karibiska mästerskapet 1991.

### VM
- 1930 till 1990 - Deltog ej
- 1994 till 2006 - Kvalade inte in

I kvalet till VM i Tyskland 2006 åkte man ut i första omgången efter två förluster mot Panama.

### CONCACAF mästerskap
- 1963 till 1989 - Deltog ej
- 1991 - Kvalade inte in
- 1993 - Kvalade inte in
- 1996 - Kvalade inte in
- 1998 - Kvalade inte in
- 2000 - Kvalade inte in
- 2002 - Kvalade inte in
- 2003 - Kvalade inte in
- 2005 - Kvalade inte in
- 2007 - Kvalade inte in

### Karibiska mästerskapet
- 1989 - Kvalade inte in
- 1990 - Kvalade inte in
- 1991 - 3:e plats
- 1992 - Kvalade inte in
- 1993 - Första omgången
- 1994 - Deltog ej
- 1995 - Första omgången
- 1996 - Kvalade inte in
- 1997 - Kvalade inte in
- 1998 - Kvalade inte in
- 1999 - Kvalade inte in
- 2001 - Kvalade inte in
- 2005 - Kvalade inte in
- 2007 - Kvalade inte in